# Rosicrucian Fellowship
La Rosicrucian Fellowship (en français Fraternité rosicrucienne) est une association de mystiques chrétiens fondée par l'ésotériste et astrologue Max Heindel fondée en 1909. Le siège de cette association se trouve à Oceanside en Californie. L'ouvrage de base reprenant l'enseignement de Max Heindel est la Rosicrucian Cosmoconception (Cosmogonie des Rose-Croix) qui est un ouvrage syncrétique fortement inspiré par la théosophie d'Helena Petrovna Blavatsky, de l'anthroposophie de Rudolf Steiner d'avant mars 1908, et de données issues du christianisme.

## Histoire
Entre 1909 et 1911, Max Heindel pose les bases de la Rosicrucian Fellowship (« Association Rosicrucienne »). Il s'inspirera des travaux de Rudolf Steiner comme il le reconnaît lui-même dans une lettre datée de 1918, ainsi que de ceux d'Helena Blavatsky.
L’Association Rosicrucienne (constituée en France sous le régime loi de 1901) est en relation avec le siège international The Rosicrucian Fellowship, basé à Mount Ecclesia (en), Oceanside en Californie : elle est un groupe de personnes ayant choisi d’étudier les enseignements transcrits par Max Heindel au début du XXe siècle, une association internationale de mystiques ayant pour but de répandre des enseignements bien définis sur l’origine, l’évolution et le développement de l’Univers et de l’Homme, donnés pour faire du christianisme ésotérique un facteur vivant dans le monde et développer l’altruisme.
L’ouvrage de référence est la Cosmogonie des Rose-Croix, portant sur le Mystère du Monde. Selon Heindel, cette philosophie est logique pour la raison et satisfaisante pour le cœur, sans être dogmatique, tout en précisant qu'« Il n’y a pas de révélation infaillible et immuable sur un sujet aussi complexe, embrassant tout ce qui existe sous le soleil et même au-delà. »
Les étudiants de ces enseignements se définissent comme rosicruciens et non Rose-Croix, le terme Rose-Croix désignant l’ordre spirituellement élevé des Frères aînés de l’humanité, hiérophantes desquels Max Heindel se serait fait le médiateur. Lors de réunions (facultatives), les enseignements sont abordés sous divers sujets. Les enseignements sont essentiellement dispensés bénévolement sous forme de cours par correspondance ou par courriel, que l’étudiant peut interrompre sans avoir à se justifier.

## Principales œuvres de référence
- Cosmogonie des Rose-Croix  (ISBN 0-88112-044-8).
- Christianisme de la Rose-Croix  (ISBN 2-902-450-08-7).
- Glanes d'un Mystique.
- Enseignements d'un initié Tome 1  (ISBN 2-902450-13-3).
- Enseignements d'un initié Tome 2  (ISBN 2-902450-14-1).
- La philosophie rosicrucienne en questions et réponses - Tome I  (ISBN 2-902450-10-9).
- La philosophie rosicrucienne en questions et réponses - Tome II  (ISBN 0-911274-85-5).
- Les Mystères rosicruciens  (ISBN 0-88112-027-8).
- Initiation ancienne et initiation moderne  (ISBN 2-902450-16-8).
- Trame de la destinée.
- Franc-Maçonnerie et Catholicisme  (ISBN 2-902450-17-6).
- Le corps vital  (ISBN 0-88112-023-5).
- Le corps du désir  (ISBN 0-88112-024-3).
- Lettres aux étudiants.
- Mystères des grands opéras  (ISBN 2-902450-09-5).
- Interprétation Mystique de Pâques.
- Interprétation Mystique de Noël.
- Comment reconnaîtrons-nous le Christ à son retour ?
- Santé et Guérison - Principes Occultes  (ISBN 0-88112-028-6).
- Principes Rosicruciens sur l'Éducation des Enfants.
- Astrologie scientifique simplifiée  (ISBN 2-902450-02-8).
- Astro-diagnostic  (ISBN 2-902450-04-4).
- Message des astres.
- Les glandes endocrines et leur mystère  (ISBN 0-88112-028-6).
- L'échelle musicale : le plan de l'évolution et les archétypes  (ISBN 0-88112-041-3).
- Lettres aux Candidats de la Fraternité Rosicrucienne de 1911 à 1918, The Rosicrucian Fellowship, Oceanside.